# Bonairedag

Vlag van Bonaire

Wapen van Bonaire, onthuld op Bonairedag 1986

Bonairedag ("Dia di Boneiru"), ook bekend als Dag van de Vlag (Dia di Bandera), is een Bonaireaans feestdag die gevierd wordt op 6 september, de dag waarop het eiland in 1499 werd ontdekt door Alonso de Ojeda en Amerigo Vespucci. Bonaire vierde voor 1985 de Dag van het Volkslied en de Vlag (Dia di Himno i Bandera) op 15 december, welke samen viel met de viering van Koninkrijksdag. Na inruil van 15 december als feestdag werd 6 september in 1985 uitgeroepen tot officiële feestdag. Een jaar later vond op 6 september de officiële onthulling plaats van het wapen van Bonaire.
Centraal in de viering van Bonairedag staat een jaarlijks wisselend thema; ook wordt een aantal personen erkend als "ereburger" voor hun bijzondere verdiensten aan de gemeenschap. De dag begint gebruikelijk met een officiële plechtigheid in het Pasanggrahan (eilandsraadzaal) gevolgd door het protocollaire gedeelte voor het bestuurskantoor in Kralendijk. Na de toespraken,  het zingen van het volkslied van Bonaire en het hijsen van de vlag van Bonaire vindt er ter afsluiting een defile of een show plaats. Gedurende de dag vinden er op diverse lokaties op het eiland sport-, zang- of tekenwedstrijden, de traditionele kunst- en ambachtmarkt en andere culturele en muzikale activiteiten plaats.
Ook in het vasteland van Nederland wordt Bonairedag plaatselijk gevierd met bijeenkomsten en evenementen.